# サム・ウォーターストン
サム・ウォーターストン（Sam Waterston, 1940年11月15日 - ）はアメリカ合衆国マサチューセッツ州ケンブリッジ出身の俳優。『ロー&オーダー』が代表作で、16シーズンに渡り出演。さらに、スピンオフの2作品と映画版にも出演している。

## 来歴
父親はスコットランド系の教師、母親は画家。マサチューセッツ州にあるボーディングスクールのブルック・スクールとグロトン・スクールを経て、1962年イェール大学でリベラル・アーツ課程を卒業。その後、パリ大学で米国俳優の学習会ないしワークショップに学んだ。
1984年、『キリング・フィールド』に出演。実在のジャーナリスト、シドニー・シャンバーグを演じ、アカデミー主演男優賞、ゴールデングローブ賞主演男優賞、英国アカデミー賞主演男優賞にノミネートされる。なお、英国アカデミー賞主演男優賞を受賞したのは『キリング・フィールド』でシャンバーグの助手のディス・プランを演じたハイン・S・ニョールであった。

### 私生活
2度の結婚で4人の子供がおり、そのうちのエリザベス、キャサリン、ジェームズは俳優となった。
2019年10月18日、毎週行われている気候変動問題を訴えるデモにジェーン・フォンダらと参加して逮捕された。同時に逮捕されたジェーン・フォンダは、不法なデモへの参加を理由に毎週逮捕されており、サム・ウォーターストンも確信犯と見られている。

## 主な出演作品

### 映画
| 公開年 放映年 | 邦題 原題                                                            | 役名                         | 備考              |
| ------------- | -------------------------------------------------------------------- | ---------------------------- | ----------------- |
| 1967          | ニューヨーク泥棒結社 Fitzwilly                                       | オリヴァー                   |                   |
| 1969          | ゼネレーション Generation                                            | デズモンド                   |                   |
| 1969          | 夏の日の体験 Three                                                   | テイラー                     |                   |
| 1970          | 濡れた欲望 Cover Me Babe                                             | カメラマン                   |                   |
| 1974          | 華麗なるギャツビー The Great Gatsby                                  | ニック・キャラウェイ         |                   |
| 1975          | 荒野にさすらう若者たち Rancho Deluxe                                 | セシル・コルソン             |                   |
| 1975          | 怒りの凶弾 Journey Into Fear                                         | グラハム                     |                   |
| 1976          | スーパーカー・フェラーリ/青春の暴走 Sweet Revenge                    | Le Clerq                     |                   |
| 1977          | カプリコン・1 Capricorn One                                          | ピーター・ウィリス           |                   |
| 1978          | インテリア Interiors                                                 | マイク                       |                   |
| 1979          | 死の勲章〜亡き息子にささげる母の鎮魂歌 Friendly Fire                 | C.D. ブライアン              | テレビ映画        |
| 1980          | ホップスコッチ/或るエリート・スパイの反乱 Hopscotch                  | カッター                     |                   |
| 1980          | 天国の門 Heaven's Gate                                               | フランク・カントン           |                   |
| 1983          | ダイナマイト・ヒーロー/恐怖の鉄拳 Dempsey                            | Doc Kearns                   | テレビ映画        |
| 1984          | キリング・フィールド The Killing Fields                              | シドニー・シャンバーグ       |                   |
| 1985          | 愛は永遠に Love Lives On                                             | バーニー                     | テレビ映画        |
| 1985          | バイオ・インフェルノ Warning Sign                                    | キャル・モース               |                   |
| 1986          | ハンナとその姉妹 Hannah and Her Sisters                              | デヴィッド                   | クレジットなし    |
| 1986          | 勃発!第3次世界大戦/ミサイル・パニック The Fifth Missile              | アラード・レンスロー         | テレビ映画        |
| 1986          | 女ざかり/ホリーとサンディ Just Between Friends                       | ハリー・クランダル           |                   |
| 1987          | ルーム・アップステアーズ/空き部屋あります The Room Upstairs          | トラヴィス・コールズ         | テレビ映画        |
| 1987          | デビルス・パラダイス/悪魔の楽園 Des Teufels Paradies                 | ジョーンズ                   |                   |
| 1987          | セプテンバー September                                               | ピーター                     |                   |
| 1988          | アメリカの選択 Terrorist on Trial: The United States vs. Salim Ajami | ジム・デルモア               | テレビ映画        |
| 1989          | 丘の家のジェーン Lantern Hill                                        | アンドリュー・スチュアート   | テレビ映画        |
| 1989          | ウディ・アレンの重罪と軽罪 Crimes and Misdemeanors                   | ベン                         |                   |
| 1991          | マン・イン・ザ・ムーン/あこがれの人 The Man in the Moon              | マシュー・トラント           |                   |
| 1994          | アメリカが沈むとき The Enemy Within                                  | ウィリアム・フォスター大統領 | テレビ映画        |
| 1994          | シリアル・ママ Serial Mom                                            | ユージーン・サトフィン       |                   |
| 1997          | ザ・ターゲット Shadow Conspiracy                                     | 大統領                       |                   |
| 1998          | レジスタンス/奇跡の一夜 Miracle at Midnight                          | カール・コスター             | テレビ映画        |
| 1998          | ロー・アンド・オーダー/切り裂かれた死体 Exiled: A Law & Order Movie  | ジャック・マッコイ           | テレビ映画        |
| 2000          | ジョージアの風 A House Divided                                       | デヴィッド・ディクソン       | テレビ映画 兼製作 |
| 2003          | ル・ディヴォース/パリに恋して Le Divorce                             | チェスター・ウォーカー       |                   |
| 2015          | Anesthesia                                                           | Professor Walter Zarrow      |                   |
| 2016          | 女神の見えざる手 Miss Sloane                                         | ジョージ・デュポン           |                   |
| 2018          | ビリーブ 未来への大逆転 On the Basis of Sex                          | アーウィン・グリスウォルド   |                   |

### テレビシリーズ
| 放映年                 | 邦題 原題                                                  | 役名                       | 備考                            |
| ---------------------- | ---------------------------------------------------------- | -------------------------- | ------------------------------- |
| 1982                   | Q.E.D.                                                     | クエンティ・E・デヴェリル  | 6エピソードに出演               |
| 1986                   | 世にも不思議なアメージング・ストーリー Amazing Stories     | ジョーダン・マンマウス     | 第1シーズン第19話「鏡よ鏡…」    |
| 1990                   | 南北戦争 (TVシリーズ) The Civil War (TV series)            | エイブラハム・リンカーン   | 9エピソードに出演               |
| 1991-1993              | I'll Fly Away                                              | フォレスト・ベッドフォード | 38エピソードに出演              |
| 1994-2010              | ロー&オーダー Law & Order                                  | ジャック・マッコイ         | レギュラーで368エピソードに出演 |
| 1997-1999              | ホミサイド/殺人捜査課 Homicide: Life on the Street         | ジャック・マッコイ         | 2エピソードに出演               |
| 2000, 2007, 2010, 2018 | LAW & ORDER:性犯罪特捜班 Law & Order: Special Victims Unit | ジャック・マッコイ         | 4エピソードに出演               |
| 2005                   | LAW & ORDER:陪審評決 Law & Order: Trial by Jury            | ジャック・マッコイ         | 2エピソードに出演               |
| 2012-2014              | ニュースルーム The Newsroom                                | チャーリー・スキナー       | 25エピソードに出演              |
| 2013                   | 刑事ジョー パリ犯罪捜査班 Jo                               | デヴィッド・ジプキン       | 第6話「マレの悔恨」             |
| 2015-                  | グレイス&フランキー Grace and Frankie                      | ソル・ベルグステイン       | 78エピソードに出演              |
| 2017                   | ゴッドレス -神の消えた町- Godless                          | ジョン・クック             | リミテッド・シリーズ            |